# Tado Matsuri

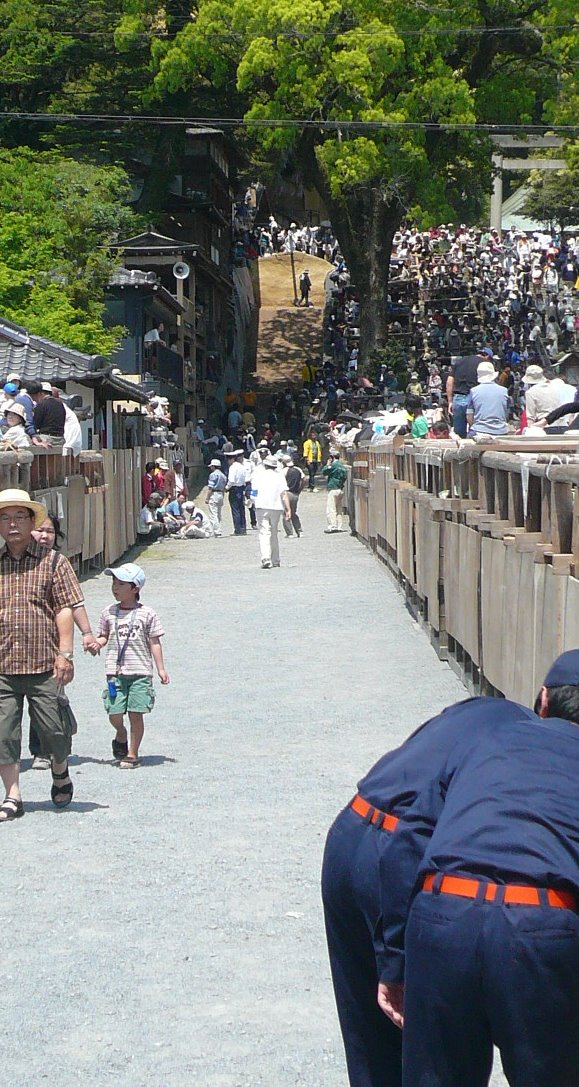
Il tragitto, la collinetta e l'ostacolo al Festival di Tado

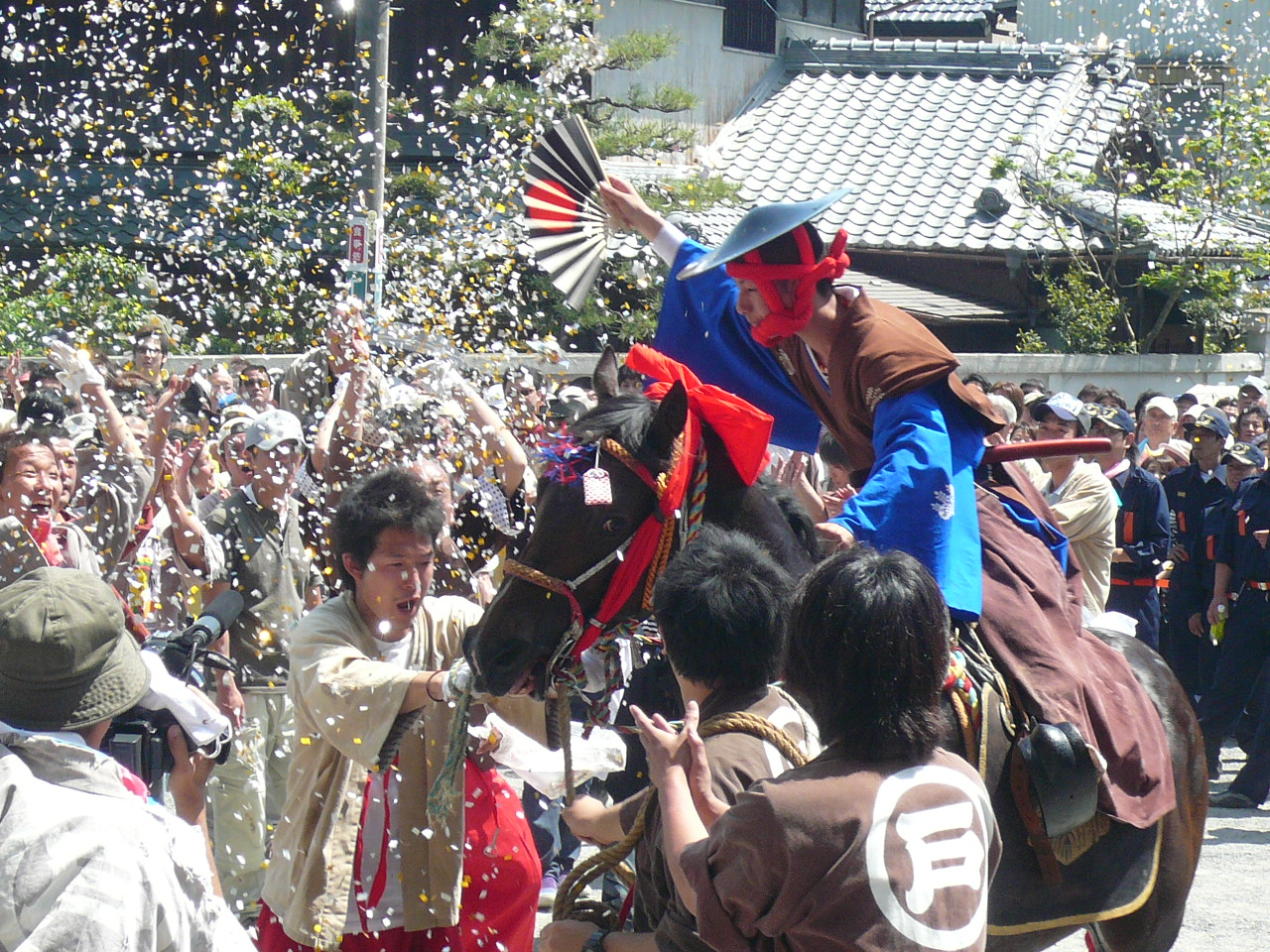
Un fantino dopo un tentativo di salto oltre l'ostacolo

Il Tado Matsuri (多度祭?) è una festività giapponese celebrata durante la settimana d'oro il 4 ed il 5 maggio al santuario Tado nella città di Kuwana, nella prefettura di Mie.

## Descrizione dell'evento
L'evento principale della festività è il salto dei cavalli, cavalcati da adolescenti d'età compresa tra i 17 ed i 19 anni, rappresentanti delle sei sezioni della città. I cavalli corrono al di sopra di una collina prima di saltare oltre un ostacolo alto due metri. Il primo giorno, ogni rappresentante di ciascun'area deve saltare il muro due volte di fila per un totale di dodici volte. Il secondo giorno sono previsti solo sei salti. Tra gli altri eventi della festa si ha lo yabusame, una forma di tiro con l'arco.
Quest'evento è stato nominato nel 1978 proprietà culturale intangibile.